# Metz Handball
Il Metz Handball è una squadra francese di pallamano con sede nella città di Metz. Fondato nel 1967, il Metz Handball è prevalentemente noto per la sezione femminile, che dalla fine degli anni novanta è una delle formazioni più forti del campionato francese, avendo vinto da allora il campionato francese per 23 volte.

## Palmarès

### Trofei nazionali sezione femminile
- Campionato francese: 23

1989, 1990, 1993, 1994, 1995, 1996, 1997, 1999, 2000, 2002, 2004, 2005, 2006, 2007, 2008, 2009, 2011, 2013, 2014, 2016, 2017, 2018, 2019
- Coppa di Francia: 9

1985, 1990, 1994, 1998, 1999, 2010, 2013, 2017, 2019
- Coppa di Lega: 8

2005, 2006, 2007, 2008, 2009, 2010, 2011, 2014